# N-01G
ドコモ ケータイ N-01G（ドコモ ケータイ エヌ ゼロ いち ジー）は、NECモバイルコミュニケーションズによって開発された、NTTドコモの第3世代移動通信システム（FOMA）端末である。ドコモ ケータイの端末。
キャッチコピーは「使いやすく進化。上質なデザインの長持ちバッテリー防水ケータイ。」

## 概要
N-01Fの後継機であり、機能面ではBluetooth Smart（Bluetooth Low Energy、BLE）に対応したことで、スマートフォンやタブレットに届いた新着情報を本端末で確認できる「スマートデバイスリンク」を搭載。たとえばタブレットとペアリングしておくことで、タブレットで受信したメールやアラームの通知などを本端末で確認できる。iOS 7以上の端末とも連携でき、スマートフォンやタブレットに特別なソフトウェアのインストールは不要である。
その他キーの印字にはユニバーサルデザインフォントを採用するとともに、文字のコントラストを上げたことで視認性を高めた他、サブディスプレイに表示される文字サイズがN-01Fと比較して約2倍となり、着信時の電話番号や、日付、時刻などが見やすくなった。
Wi-Fiには対応していない。ワンセグ、GSM通信、おサイフケータイ、防水防塵機能には対応している。
ディスプレーは狭額縁の約3.4インチ。バッテリー容量は1,010mAh。
なお、2014年10月1日付で、NECカシオモバイルコミュニケーションズの社名がNECモバイルコミュニケーションズ株式会社となったが、2016年3月にNEC本体に携帯電話事業を譲渡して解散したため、NECモバイル社名の端末としては最初で最後の機種となった。ところが本機種を最後にNECグループが携帯電話の新機種をリリースすることはなく、実質的にNECグループは本機種を最後に携帯電話端末事業から完全に撤退していた。
また、2016年末限りでドコモ ケータイ（iモード）の出荷が終了したため、本機種は同シリーズの最終機種となった。

## 主な機能
| 主な対応サービス                   | 主な対応サービス                                                    | 主な対応サービス                       | 主な対応サービス                                 |
| ---------------------------------- | ------------------------------------------------------------------- | -------------------------------------- | ------------------------------------------------ |
| タッチパネル                       | FOMAハイスピード7.2Mbps(受信)／5.7Mbps(送信)                        | Bluetooth                              | DCMX／おサイフケータイ                           |
| iアプリオンライン／地図アプリ      | 直感ゲーム／メガiアプリ                                             | iウィジェット                          | マチキャラ／iコンシェル(※)                       |
| ホームU／ポケットU                 | GPS／ケータイお探し                                                 | デコメール／デコメ絵文字／デコメアニメ | iチャネル                                        |
| 着もじ                             | テレビ電話／キャラ電                                                | ケータイデータお預かりサービス         | フルブラウザ                                     |
| おまかせロック／ バイオ認証        | 外部メモリーへiモードコンテンツ移行／ユーザーデータ一括バックアップ | トルカ                                 | iC通信／iCお引越しサービス                       |
| きせかえツール／ダイレクトメニュー | バーコードリーダ／名刺リーダ                                        | 2in1                                   | エリアメール／ソフトウェアーアップデート自動更新 |
| GSM／3Gローミング（WORLD WING）    | 着うたフル／うた・ホーダイ                                          | Music&Videoチャネル／ビデオクリップ    | デジタルオーディオプレーヤー(WMA)(AAC)(SD-Audio) |

※オートGPS、海外GPS対応

## プリインストールiアプリ
- Mobage
- 地図アプリ
- DCMXクレジットアプリ
- iD設定アプリ
- Twitter
- Gガイド番組表リモコン
- 楽オクアプリ
- ドコモ料金案内
- i Bodymo
- フォト文字クリエイター
- 駅探 乗換案内
- マクドナルド トクするアプリ
- モバイルSuica登録用iアプリ
- 電子マネー「nanaco」
- ゴールドポイントカード
- ビックポイント機能付きケータイ
- ANAモバイルAMCアプリ
- おサイフケータイWebプラグイン

## 歴史
- 2014年9月30日 - NTTドコモより発表・予約受付開始。
- 2014年11月13日 - 発売開始[3]。

## 不具合
2014年12月15日に以下の不具合の修正がソフトウェアアップデートによって行われた。
- スマートデバイスリンクをオンに設定時、まれに電池の消耗が早い場合がある。